# Associazione Calcio Carpi 1945-1946
Questa pagina raccoglie le informazioni riguardanti l'Associazione Calcio Carpi nelle competizioni ufficiali della stagione 1945-1946.

## Stagione
Nella stagione 1945-1946 il Carpi ha disputato e vinto il girone I del campionato di Serie C Alta Italia, classificandosi al primo posto con 29 punti, ma non è stato ammesso ai gironi finali per motivi di carattere disciplinare. Al secondo posto la Bondenese con 28 punti, al terzo il Ravenna con 27 punti, al quarto la Centese ed il Faenza con 25 punti, sesto il Rimini con 24 punti.

## Rosa
| N. |                   | Ruolo | Calciatore        |
| -- | ----------------- | ----- | ----------------- |
|    | Italia (bandiera) | P     | Alberto Bandieri  |
|    | Italia (bandiera) | A     | Silvio Bandini    |
|    | Italia (bandiera) | D     | Narciso Benetti   |
|    | Italia (bandiera) | A     | Alberto Bertocchi |
|    | Italia (bandiera) | A     | Alberto Bonaretti |
|    | Italia (bandiera) | D     | Turiddu Davoli    |
|    | Italia (bandiera) | C     | Romeo Fedrigotti  |
|    | Italia (bandiera) | C     | Carlo Forghieri   |
|    | Italia (bandiera) | A     | Mario Guandalini  |

| N. |                   | Ruolo | Calciatore          |
| -- | ----------------- | ----- | ------------------- |
|    | Italia (bandiera) | C     | Augusto Lancellotti |
|    | Italia (bandiera) | C     | Romolo Marchesini   |
|    | Italia (bandiera) | C     | Ebro Nicolini       |
|    | Italia (bandiera) | D     | Silvano Nicolini    |
|    | Italia (bandiera) | A     | Giuseppe Pantaleoni |
|    | Italia (bandiera) | D     | Rigoletto Puggelli  |
|    | Italia (bandiera) | C     | Cesare Rubinato     |
|    | Italia (bandiera) | P     | Guerrino Siligardi  |
|    | Italia (bandiera) | D     | Azio Vellani        |